# Francisco Noguerol
Francisco Noguerol Freijedo est un footballeur espagnol né le 9 juillet 1976 à San Cristovo de Cea en Espagne. Il évolue au poste de défenseur central.

## Biographie
Francisco Noguerol est formé au Celta Vigo.
Afin de gagner du temps de jeu, il est successivement prêté à Pontevedra, au Racing Ferrol et à Elche.
En 2002, il rejoint les rangs de l'UD Salamanca, puis en 2004 il retourne à Elche.
En 2006, il est transféré à l'Albacete Balompié, puis en 2008, il retrouve son club formateur, le Celta Vigo.
En 2010, il signe un contrat en faveur du club de Girone.
Au total, Francisco Noguerol dispute 4 matchs en 1re division espagnole et plus de 300 matchs en 2e division espagnole.

## Palmarès
Vierge